# Wahagnies
 Wahagnies  es una población y comuna francesa, en la región de Norte-Paso de Calais, departamento de Norte, en el distrito de Lille y cantón de Pont-à-Marcq.

## Demografía
| 2242 | 2504 | 3190 | 2911 | 2674 | 2689 |
| Para los censos de 1962 a 1999 la población legal corresponde a la población sin duplicidades (Fuente: INSEE [Consultar]) |      |      |      |      |      |